# ۱۲ اردیبهشت
۱۲ اردیبهشت چهل و سومین روز سال در گاه‌شماری خورشیدی است. به پایان سال ۳۲۲ روز (۳۲۳ روز در سال کبیسه) باقی‌است.

## رویدادها
- ۱۳۳۸ - بنیان‌گذاری باشگاه فوتبال نساجی مازندران
- ۱۳۹۷ - ادغام مؤسسه اعتباری ثامن در بانک انصار
- ۱۳۹۹. غرق‌شدن مهاجران اهل افغانستان در هریرود
- ۱۴۰۳ - درگیری میان هواداران زن پرسپولیس و هواداران مرد سپاهان

## زادروزها
- ۱۳۰۲ - رضا ارحام صدر، بازیگر
- ۱۳۲۸ - فرزانه کابلی، بازیگر
- ۱۳۶۱ - هادی شکوری، فوتبالیست
- ۱۳۶۲ - بهاره کیان‌افشار، بازیگر

## درگذشت‌ها
- ۱۲۷۵ - ناصرالدین‌شاه، چهارمین شاه ایران از دودمان قاجار
- ۱۳۳۹ - هایک گاراگاش، نویسنده
- ۱۳۴۰ - ابوالحسن خانعلی، آموزگار فلسفه
- ۱۳۹۳ - محمدرضا لطفی، موسیقی‌دان و آهنگساز
- ۱۴۰۲ - حسام محمودی، بازیگر

## مناسبت‌ها
- روز معلم در ایران.[۱]